# Köpenhamnsskolan (lingvistik)
Köpenhamnsskolan var ett centrum för strukturell lingvistik som grundades av Louis Hjelmslev (1899-1965) och Viggo Brøndal (1887-1942). I mitten av 1900-talet var Köpenhamnsskolan en av de mest betydelsefulla forskningsmiljöerna för lingvistisk strukturalism tillsammans med Genèveskolan och Pragskolan.